# Baía de Cádis

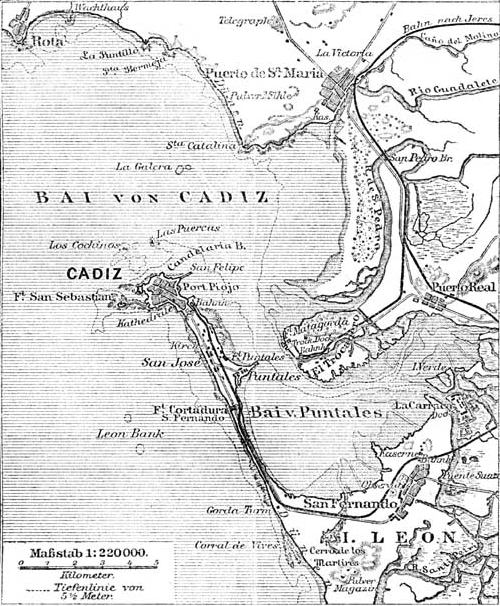
Baía de Cádis, 1888

A baía de Cádis é adjacente à costa sudoeste de Espanha. Banha os municípios de Cádis, San Fernando, Puerto Real, El Puerto de Santa María, e Rota. A baía de Cádis não deve ser confundida com o golfo de Cádis, um corpo de água maior que fica na mesma zona.

## Geografia
As margens da Baía de Cádiz incluem os municípios de Cádis,  São Fernando, Puerto Real, El Puerto de Santa María e Rota.